# 45e régiment du génie de l'air
Le 45e régiment du génie de l'air était un régiment de l'armée de Terre de l'arme du Génie, mis à disposition du commandement de l’Armée de l'air. Les personnels du Génie de l'Air relevaient, pour les appelés, du contingent « Air » annuel, pour les personnels d'active, pratiquement tous du Génie-Terre, mais « prêtés » contre remboursement. Les hommes avaient donc la particularité de porter des fourreaux d'épaule mixtes air/génie (velours noir, galons génie et charognard type Armée de l'air).
Le régiment était basé à Balma près de Toulouse quartier "Balma-ballon" sur la base aérienne 727 Toulouse Balma « Lieutenant-colonel Azama », anciennement BE 209 et 130, qui est une emprise militaire sans piste.
Les régiments de génie de l'air étaient au nombre de quatre ; les 15e, 25e, 35e et 45e bataillon puis régiment. Un seul existe encore : le 25e régiment du génie de l'air

## Création et différentes dénominations
- 1955 : Un détachement de travail du 15e R.G.A. est formé le 1er août 1955 sous les ordres du Lieutenant Denquin[1]. Ce détachement sera constitué en 45e Compagnie de Terrains du Génie de l'Air[2]. À partir du 1er octobre 1955, le détachement de travail est affecté à Reghaia Algérie à 20 km à l'Est d'Alger. Ce détachement d'un effectif total de 1 officier, 7 sous-officiers et 50 caporaux et sapeurs est renforcé à compter du 30 novembre 1955 d'un détachement composé d'1 adjudant, 1 sergent-chef, 9 sergents et 84 caporaux et sapeurs dont 4 du 25e B.G.A.

- 1956 : Le 19 mars 1956, le bataillon dénommé 45e Bataillon Allégé du Génie de l'Air BAGA est formé[3]. Après le 5 avril 1956, le 15e R.G.A. dirige de nombreux détachements pendant cinq à six ans sur le 45e BAGA, stationné à la Reghaia puis à Ain-el-Turck. Jusqu’en 1964, il construit et rénove les terrains de Taberga, Bordj-Soukies, Geryville, Kenchala, Orléansville, Djidjelli, Taher, Guelma, Relizane, Tessalit, Reggane, Hammaguir, In Amguel(Sidi aich) (Biskra) (Ain el bey)et Bou-Sfer.
- 1964 : Le 45e Bataillon Allégé du Génie de l'Air, est rapatrié le 13 juillet 1964 en métropole et prend garnison à Toulouse, quartier Balma, avant de devenir le 45e Bataillon du Génie de l'Air puis le 45e Régiment du Génie de l'Air.
- 1963 : 1er octobre 1963, formation de la 115e Compagnie de Marche du Génie de l'Air, la compagnie, formant corps, est mise à la disposition du Commandement interarmées en vue de son emploi au centre d’Expérimentations du Pacifique (CEP), dans le cadre des essais nucléaires français, en Polynésie française[4].

- Le 45e Régiment du Génie de l'Air est créé le 1er janvier 1972 et dissous le 1er septembre 1980. Les unités du 35e bataillon du génie de l’air lui sont rattachés en 1978.
- Recréé le 1er septembre 1993, le 45e Bataillon du Génie de l'Air est dissous le 1er septembre 1996. La compagnie 45/1 à Avord devient la compagnie 15/2, la 45/2, qui est à Mont-de-Marsan, passe au 25e régiment du génie de l'air et la compagnie 45/3, stationnée à Toul-Rosières, rejoint le 15e régiment du génie de l'air à Toul[1]..

## Colonels et Chefs de Corps
Le 1er commandant du 45e BAGA (1956-1958) est le chef de bataillon Félix Bonnaud. Le chef de bataillon Richard commande l'unité de 1958 à 1960.
Le commandant du  45ème  BAGA de 1964 à 1966 est le chef de Bataillon Douce, assisté du commandant Perrin. Le lieutenant-colonel Baltzinger commande le bataillon en 1966 et 1967. En 1969, le lieutenant-Colonel Esteve devient chef de corps. 
Le commandant du régiment en 1973 et 1974 est le lieutenant-Colonel Meurier; en octobre 1974, le chef de corps est le lieutenant-colonel Michel; en1977 le lieutenant colonel Burgy. Le commandant du régiment en 1978 est le lieutenant-Colonel Heurtea.

## Drapeau
Il n'est pas doté d'emblême, seulement d'un fanion.
Le 45e BAGA a fait campagne en Algérie. Le Génie de l'Air n'a pas été retenu pour porter l'inscription AFN sur le drapeau.

## Rôle du régiment
Une des missions de ces régiments est de maintenir en état de fonctionnement les bases aériennes surtout en période de conflit. Les entraînements à cette mission s'appelaient, en fin des années 1970, les opérations rustines.